# Lenguas yupik
Las lenguas yupik pertenecen a la familia de las lenguas esquimo-aleutianas. Los idiomas aleutianos y esquimales se separaron hacia el año 2000 a. C., y las lenguas yupik se separaron entre sí y del inuktitut hacia el año 1000.
Se ha sabido en años recientes que el idioma yupik también se puede silbar si hace falta llegar a más distancia de lo normal para la voz hablada.
Los esquimales yupik hablan cinco lenguas diferentes, dependiendo del área geográfica. Estos idiomas difieren tanto entre sí que un hablante nativo de uno de ellos no puede entender los otros cuatro, aunque sí captar la idea general de una conversación.

## Distribución geográfica de las lenguas yupik
Las cinco lenguas yupik son :
1. Sirenikski (también llamado sirenik, antiguo sirenik o vuteen): considerada extinta, al morir en 1997 su único hablante, un anciano del pueblo de Sireniki (Сиреники), en la península de Chukotka, en Siberia oriental.
2. Naukanski(también llamado naucano): hablado por unas 100 personas en los pueblos de Lorenzo (Лаврентия), Lorino (Лорино) y Whalen (Уэлен), y alrededores, en la península de Chukotka, en Siberia oriental.
3. Yupik de Siberia Central (también conocido como yupigestun, akuzipik, yupik siberiano, esquimal yupik siberiano, esquimal yupik siberiano central, yupik de la Isla de San Lorenzo, yuit, esquimal asiático, jupigyt, uupihyt, yupik del estrecho de Bering): hablado por la mayoría de los yupik que habitan en el extremo oriental de Rusia, y por los habitantes de la Isla San Lorenzo (Alaska). La mayoría de los 1.000 yupiks de la Isla de San Lorenzo hablan todavía el dialecto de San Lorenzo de esta lengua. Unos 300 de los 1.000 yupiks siberianos de Rusia hablan todavía el dialecto Chaplino de esta lengua.
4. Yupik de Alaska Central (también llamado yupik central, yup’ik o esquimal alaskeño occidental): hablado en Alaska desde Norton Sound hasta la península de Alaska, y en algunas islas, como las Nunivak. El nombre de esta lengua se escribe a veces yup’ik porque los hablantes lo pronuncian con una p larga. De los cerca de 21.000 yupiks de Alaska central, unos 13.000 hablan esta lengua, de la que existen varios dialectos. El más extendido, el yupik central general, o yugtun, se habla en las zonas del río Yukón, Isla Nelson, el río Kuskokwim y la bahía de Bristol. Otros dialectos son los de Norton Sound, Hooper Bay/Chevak y el de la isla Nunivak (llamado cup’ik o cup’ig). Estos dialectos difieren entre sí tanto en la fonética como en el léxico. Dentro del yupik general central existen también subdialectos geográficos con importantes diferencias de vocabulario.
5. Yupik del Pacífico (también llamado yupik del Golfo Pacífico, chugach, alutiiq, o sugpiaq): hablado desde la península de Alaska hasta el Prince William Sound. Hay unos 3.000 alutiiqs, pero solo 500–1.000 personas hablan todavía esta lengua. El dialecto koniag se habla en la costa sur de la península de Alaska, y en la isla Kodiak. El dialecto chugach se habla en la península de Kenai y en el Prince William Sound.

## Sonidos

### Consonantes
Tienen de 13 a 27 consonantes.
Consonantes del yupik central:
c (ts/ch), g (ɣ) (fricativa velar), gg (x) (fricativa velar sorda), k, l (ɮ) (fricativa lateral alveolar), ll (ɬ) (alveolar lateral sorda), m, ḿ (m sorda), n (alveolar), ń (n sorda), ng (ŋ), ńg (ŋ sorda), p, q (oclusiva uvular), r (ʀ) (fricativa uvular), rr (χ) (fricativa uvular sorda), s (z), ss (s), t (alveolar), û (w), v (v/w), vv (f), w (χw), y, ’ (geminación de la consonante precedente)

### Vocales
Las lenguas yupik tienen cuatro vocales: 'a', 'i', 'u' y schwa. 
Vocales del yupik central:
a, aa, e (ə) (schwa), i, ii, u, uu
(Ante la proximidad de las consonantes uvulares 'q', 'r' o 'rr', la vocal 'i' se pronuncia como una /e/ cerrada, y 'u' como una /o/ cerrada.)

## Gramática
Las lenguas yupik, como otras lenguas esquimo-aleutianas, constituyen un tipo particular de idioma aglutinante llamado idioma polisintético: se "sintetiza" una raíz y varios afijos gramaticales para formar palabras largas con significado parecido al de una frase completa.

## Sistemas de escritura
Los idiomas yupik no se escribieron hasta la llegada de los europeos, a comienzos del siglo XIX. Los primeros intentos de escribir yupik fueron hechos por los misioneros, que, con sus ayudantes, hablantes de estas lenguas, tradujeron la Biblia y otros textos religiosos al yupik. Cuando Alaska fue comprada por Estados Unidos, se enseñó a los niños yupik a escribir en inglés con letras latinas en las escuelas públicas. Algunos aprendieron también el sistema de escritura yupik desarrollado por el reverendo Hinz, que utilizaba las letras latinas y que se ha convertido en el sistema de escritura más frecuente para el yupik. En Rusia, la mayoría de los yupik aprendieron a leer y escribir sólo ruso, pero algunos intelectuales utilizaron el alfabeto cirílico para escribir el yupik.
En los años 60, la Universidad de Alaska reunió a un grupo de investigadores y de hablantes nativos, quienes desarrollaron un sistema de escritura para reemplazar al de Hinz. Uno de los objetivos de esta escritura era que pudiese adaptarse a un teclado inglés, sin utilizar signos diacríticos ni letras extra.